# Оин
Оин (на английски: Óin) е името на две джуджета от фантастичната Средна земя на фентъзи-писателя Джон Роналд Руел Толкин.
Оин е син на Глоин и наследява своя баща като крал от рода на Дурин. Той управлява от 2385 година от Третата епоха на Средната земя до 2488 г. Той живее заедно с близките си в Еред Митрин. В края на управлението на Оин Саурон се завръща в Дол Гулдур, в Мраколес. През последните години преди смъртта на крал Оин орките силно увеличават броя си, поради близостта на Саурон и се заселват в мините на Мория, които вече са изоставени.
По-късно Оин е името и на едно от джуджетата, които се присъединяват към Торин Дъбощит, в пътешествието за освобождаването на Самотната планина, което е описано в романа „Хобитът“. Той е син на Гроин, който от своя страна е внук на Борин. Борин е по-малкият син на крал Наин II и по този начин Оин е пряк потомък на Дурин. Брат на Оин е джуджето Глоин, което също участва в пътешествието от „Хобитът“. След това Оин се включва в опита за освобождение на мините на Мория, което се организира от Балин. Оин умира в Мория, докато се опитва с останалите джуджета да завладее Хазад-дум.